# Horacio Cartes
Horacio Manuel Cartes Jara (n. 5 iulie 1956, Asunción, Paraguay) este un politician și om de afaceri paraguayan, actualul președinte al Paraguay (de la 15 august 2013). Horacio Cartes este proprietarul "Grupului Cartes", un conglomerat format din circa douăzeci de companii.